# 渡邉飛勇
渡邉 飛勇（わたなべ ひゅう、1998年〈平成10年〉12月23日 - ）は、日本のプロバスケットボール選手。ハワイ州出身。ポジションはセンター。B.LEAGUE・信州ブレイブウォリアーズに所属している。バスケットボール男子日本代表。アメリカ名はヒュー・ワタナベ・ホグランド（Hugh Hogland Watanabe）。

## 来歴
高校2年まではバレーボールをしていた。高校ではバレーボールのオフ期間にバスケットボールにも取り組み、ハワイ州選手権で優勝2回、準優勝1回し、州最優秀選手賞を1回受賞した。
ポートランド大学に進学してからはバスケットボールに本格的に打ち込んだ。1年目は「レッドシャツ」と呼ばれる練習生として過ごした。ポートランド大は3年で卒業資格を得て、2020年にカリフォルニア大学デービス校大学院に進んだ。
2021年、琉球ゴールデンキングスと契約。しかし、契約直後の9月4日のプレシーズンゲームで右橈骨頭骨折を負い手術をしたため、ルーキーシーズンの出場はなかった。
2023年2月5日、沖縄アリーナでの富山グラウジーズ戦でBリーグ公式戦デビューと初得点を決めた。
2024年7月、信州ブレイブウォリアーズへ移籍した。

### 日本代表
ポートランド大在学時に日本バスケットボール協会技術委員長の東野智弥からスカウトされ、2018年1月に日本代表合宿に初参加した。翌年以降も合宿に参加し、2019年のウィリアム・ジョーンズカップで日本代表戦デビューして3位となった。2021年、FIBAアジアカップ予選に出場。東京オリンピック日本代表にチーム最年少で選出されたが、オリンピックでの出場機会は無かった。
2023年2月、トム・ホーバス体制となって初招集され、23日に高崎アリーナで行われたワールドカップアジア予選のイラン戦で代表初出場を果たした。

## 人物
- 父方の祖父は元NFL選手のダグ・ホグランド（英語版）、母は東京都出身の日本人[1]。
- 弟の渡邉晃瑠はSVリーグ・日本製鉄堺ブレイザーズ所属のバレーボール選手[10]。
- バスケットボールよりもバレーボールのほうが好きであったが、バスケットボールのほうが独力でのスキルアップがしやすいと考えバスケットボールを選択した[11]。

## 経歴
- ポートランド大 - カリフォルニア大デービス校大学院 - 琉球（2021年 - ）